# Parti Gaehwa
Le parti Gaehwa (개화파, « parti des Lumières »), aussi écrit Gaehwapa ou Gaehwadang, est une force politique coréenne de la période Joseon qui soutenait la modernisation du pays à la suite du  traité de Ganghwa de 1876. Il est également appelé « parti de l'indépendance de Joseon », « parti de l'innovation de Joseon » ou « faction réformiste ».
Il est à l'origine du coup d'État de Gapsin de 1884 qui se solda par un échec et qui avait pour objectif d'installer un gouvernement progressiste et de mettre fin à la domination chinoise sur la Corée.

## Description
La faction se forme après l'incident d'Imo de  1882. Ses membres souhaitent changer la relation de soumission de la Corée à la Chine Qing et sont opposés à ce qu'ils appellent le partiSadae (사대당), un groupe soutenant l'impératrice Myeongseong et la dynastie Qing. Ils s'inspirent de la Restauration de Meiji de l'empire du Japon et réforment les affaires intérieures. Les figures centrales de ce parti sont Kim Ok-gyun, Hong Yeong-sik, Seo Jae-pil et Seo Gwang-bum. Comme le parti conservateur participe également à des activités similaires, le parti Gaehwa est également appelé « faction réformiste radicale » pour les distinguer.
Le parti est à l'origine du coup d'État de Gapsin après la guerre franco-chinoise avec la promesse des conseils et du soutien de Takezoe Shinichiro, le ministre japonais en Corée. Finalement, le coup d'État est écrasé par l'armée Qing, de sorte que des membres du parti, tels que Kim Ok-gyun, Park Yeong-hyo, Seo Jae-pil, et d'autres, demandent l'asile au Japon ou aux États-Unis.
En 1894, les Japonais occupent Séoul, rétablissent le père du roi Gojong, Daewongun, mettent en place un gouvernement pro-japonais sous Kim Hong-jip et l'administration du parti Gaehwa qui organise trois cabinets. Sa politique est partiellement soutenue par les Japonais, ce qui le conduit indirectement à aider et à encourager l'influence du Japon. Cependant, avec la montée en popularité de la faction pro-russe, le parti Gaehwa s'effondre.
Après l'instauration de l'empire coréen en 1897, le parti Gaehwa élabore une politique visant à mettre fin à la fin de l'influence du Japon.